# دوري البحر المتوسط

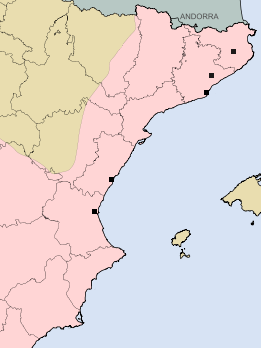

دوري البحر المتوسط بطولة محلية إسبانية لكرة القدم ، أقيمت في العام 1937، بمشاركة فرق إسبانية تقع على ساحل البحر الأبيض المتوسط وقد أقيمت تلك البطولة على نظام الدوري من مرحلتين ذهابا وايابا.

## الاندية المشاركة
بلغ عدد الاندية التي شاركت في هذة البطولة ثمانية أندية أغلبها اندية من مدينتي برشلونة وبلنسية الأسبانيتين وهذة الأندية:
- نادي برشلونة
- إسبانيول
- نادي غيرونا
- نادي فالنسيا
- نادي ليفانتي
- نادي خيمناستك
- نادي غرانوللرز
- نادي اتلتك كاستيلون

لعبت جميع الفرق المشاركة 14 مباراة، وقد حقق نادي برشلونة لقب تلك البطولة بعد تحقيقة أكبر عدد من النقاط وبواقع 20 نقطة، وحل نادي إسبانيول ثانيا بفارق نقطة وحيدة عن نادي برشلونة، ولم تقم تلك بعد ذلك.